# Penapis moldenkei
Penapis moldenkei là một loài Hymenoptera trong họ Halictidae. Loài này được Bohart, Toro & Rozen mô tả khoa học năm 1997.